# Europska serija odbojke na pijesku u Hrvatskoj
Europska serija odbojke na pijesku, odnosno European Beach Volleyball Tour formalno poznat zbog sponzorstva kao Beach Volleyball Nestea European Championship Tour.

## Izdanja
Nije održano do danas.

## Challengeri & Sateliti
| Godina | C/S | Turnir                      | M                                  | M                                   | M                                 | M                                  | Ž                                | Ž                                     | Ž                                     | Ž                             |
| Godina | C/S | Turnir                      | Pobjednici                         | Finalisti                           | 3.                                | 4.                                 | Pobjednice                       | Finalistice                           | 3.                                    | 4.                            |
| ------ | --- | --------------------------- | ---------------------------------- | ----------------------------------- | --------------------------------- | ---------------------------------- | -------------------------------- | ------------------------------------- | ------------------------------------- | ----------------------------- |
| 2012.  | Sa. | BVB Umag Open               | Piotr Kantor Bartosz Losiak        | Armin Dollinger Malte Stiel         | Ruslan Bykanov Pavel Karpukhin    | Philip Gabathuler Mirco Gerson     |                                  |                                       |                                       |                               |
| 2012.  | Sa. | BVB Umag Open               | 19–21, 21–10, 16–14                |                                     | Ruslan Bykanov Pavel Karpukhin    | Philip Gabathuler Mirco Gerson     |                                  |                                       |                                       |                               |
| 2009.  | Sa. | CEV Satellite Zagreb        |                                    |                                     |                                   |                                    | Jill Jasbar Sabine Swoboda       | Greta Cicolari Marta Menegatti        | Natalja Bratuhhina Mari-Liis Graumann | Polina Bratuhhina Kadri Puri  |
| 2009.  | Sa. | CEV Satellite Zagreb        | 21–15, 21–17                       |                                     |                                   |                                    |                                  |                                       | Natalja Bratuhhina Mari-Liis Graumann | Polina Bratuhhina Kadri Puri  |
| 2004.  | Ch. | VIP European Open, Zagreb   | Joerg Ahmann Axel Hager            | Jasmin Čuturić Samo Miklavc         | Michal Biza Igor Stejskal         | Haroldas Cyvas Marius Vasiliauskas | Lenka Felbabova Petra Novotna    | Mireya Kaup Judith Deister            | Hana Klapalova Tereza Petrova         | Karin Lundqvist Sara Uddstahl |
| 2004.  | Ch. | VIP European Open, Zagreb   | 21–14, 21–15                       | 21–14, 21–15                        | Michal Biza Igor Stejskal         | Haroldas Cyvas Marius Vasiliauskas | 21–14, 21–11                     | 21–14, 21–11                          | Hana Klapalova Tereza Petrova         | Karin Lundqvist Sara Uddstahl |
| 2003.  | Ch. | VIPme European Open, Zagreb | Haroldas Cyvas Marius Vasiliauskas | Krešimir Perić Grga Trimčevski      | Kaarel Kais Jaanus Nommsalu       | Martin Engvik Ole Martin Kleivenes | Lenka Felbabova Petra Novotna    | Mari-Liis Graumann Anna-Liisa Sutt    | Ana Oblak Mihela Sirk                 | Bernadette Kiss Regina Kiss   |
| 2003.  | Ch. | VIPme European Open, Zagreb | 21–18, 21–14                       | 21–18, 21–14                        | Kaarel Kais Jaanus Nommsalu       | Martin Engvik Ole Martin Kleivenes | 21–12, 21–15                     | 21–12, 21–15                          | Ana Oblak Mihela Sirk                 | Bernadette Kiss Regina Kiss   |
| 2002.  | Ch. | VIPme European Open, Zagreb | Mykola Babich Dmytro Khudoley      | Alexandr Dyachenko Oleksiy Kulinich | Ivaylo Gavrilov Vladislav Todorov | Dmitri Barsouk Vladimir Kostioukov | Eva Celbova Rysava Sona Novakova | Marika Teknedzjanova Tereza Tobiasova | Svitlana Baburina Galyna Osheyko      | Ana Oblak Mihela Sirk         |
| 2002.  | Ch. | VIPme European Open, Zagreb | –, –                               | –, –                                | Ivaylo Gavrilov Vladislav Todorov | Dmitri Barsouk Vladimir Kostioukov | –, –                             | –, –                                  | Svitlana Baburina Galyna Osheyko      | Ana Oblak Mihela Sirk         |

## Vanjske poveznice
- FIVB Beach Volleyball
- BVBinfo, baza podataka odbojke na pijesku